# Curling-Junioren-B-Weltmeisterschaft
Die Curling-Junioren-B-Weltmeisterschaft ist ein seit 2016 jährliches ausgetragenes Turnier für Nationalmannschaften, deren Mitglieder höchstens 21 Jahre alt sein dürfen. Die Meisterschaft wird durch die World Curling Federation organisiert. Sie ersetzt die Curling-Junioren-Pazifik-Asienmeisterschaft und die European Junior Curling Challenge. Die besten drei Mannschaften sowohl bei den Männern als auch bei den Frauen qualifizieren sich für die Curling-Juniorenweltmeisterschaften im selben Jahr. Teilnahmeberechtigt sind alle Nationen, die nicht bereits für die Juniorenweltmeisterschaft qualifiziert sind. 

## Meisterschaften der Herren
| Jahr | Austragungsort       | Gold                                 | Silber                          | Bronze                           |
| ---- | -------------------- | ------------------------------------ | ------------------------------- | -------------------------------- |
| 2016 | Lohja (Finnland)     | Russland Skip Alexander Jerjomin     | Dänemark Skip Tobias Thune      | Südkorea Skip Lee Ki Jeong       |
| 2017 | Östersund (Schweden) | Volksrepublik China Skip Wang Zhi Yu | Türkei Skip Ugurcan Karagoz     | Italien Skip Marco Onnis         |
| 2018 | Lohja (Finnland)     | Volksrepublik China Skip Wang Zhi Yu | Russland Skip Alexander Bystrow | Deutschland Skip Klaudius Harsch |

## Meisterschaften der Damen
| Jahr | Austragungsort       | Gold                               | Silber                    | Bronze                        |
| ---- | -------------------- | ---------------------------------- | ------------------------- | ----------------------------- |
| 2016 | Lohja (Finnland)     | Russland Skip Ewgenija Demkina     | Japan Skip Ayano Tsuchiya | Ungarn Skip Dorottya Palancsa |
| 2017 | Östersund (Schweden) | Schottland Skip Sophie Jackson     | Türkei Skip Dilşat Yıldız | Japan Skip Misaki Tanaka      |
| 2018 | Lohja (Finnland)     | Volksrepublik China Skip Dong Ziqi | Türkei Skip Dilşat Yıldız | Norwegen Skip Maia Ramsfjell  |